# Leslie Reynolds
Pour les articles homonymes, voir Reynolds.
Leslie Reynolds, né le 27 juillet 1963 à Détroit (États-Unis) et mort le 17 janvier 1996 à Saint-Étienne dans un tragique accident de la route, était un joueur de basket-ball américain et français, évoluant au poste de numéro 3. Il mesure 1,90 m.
Reynolds était un bon défenseur et marqueur. Il est le 44e meilleur marqueur de l'histoire de la Pro A (avec 3095 points). Il a longtemps enflammé la Maison des Sports de Villeurbanne par ses interceptions suivies d'une contre-attaque éclair, ponctuées de dunks rageurs.

## Carrière
- 1983-1993 :  ASVEL Lyon-Villeurbanne (Nationale 1 et N 1 A)
- 1993-1994 :  BCM Gravelines (Pro A)
- a joué à Rodez avant son décès[réf. souhaitée]

## Palmarès
- Finaliste du championnat de France en 1985 et 1986 avec l'ASVEL